# قائمة المنتزهات القومية في هولندا

المتنزهات القومية في هولندا

تم تعريف المتنزهات القومية في هولندا في ستينات القرن العشرين بأنها مساحات من الأراضي لا تقل عن 10 كم²، تتكون من تضاريس طبيعية ومياه و/ أو غابات، مع مناظر طبيعية ونباتات وحيوانات بالأخص.
وقد أسس اثنين من المتنزهات الوطنية الأولى في ثلاثنيات القرن العشرين بواسطة المنظمات الخاصة. ولم يتم تأسيس أول حديقة وطنية رسمية كانت متنزه سخيرمونيكوخ الوطني قبل عام 1989م. وآخر متنزه أنشئ كان في أبريل 2006 كان متنزه آلدن فينن الوطني.
وفي عام 2009 تم توسيع «متنزه فيرريبن الوطني» مع منطقة فيدن، ليصل إجمالي مساحة المتنزهات الوطنية إلى 10.500 هكتار.
وفي عام 2011م قررت الحكومة جعل المقاطعات مسؤولة عن المتنزهات الوطنية، ونتيجة لذلك فإن مستقبل هذه المتنزهات الوطنية غير مؤكد. وهولندا هي على الأرجح البلد الوحيد الذي لا تأخذ الدولة على عاتقها مسئولية المتنزهات الوطنية.

## المتنزهات القومية
| اسم المتنزه                              | المقاطعة                      | الحجم     | عام التأسيس |
| متنزه لاوريسمير القومي                   | خرونينغن، فريزلاند            | 6.000 ha  | 2003        |
| متنزه سخيرمونيكوخ القومي                 | فريزلاند                      | 5.400 ha  | 1989        |
| متنزه آلده فينن القومي                   | فريزلاند                      | 4.000 ha  | 2006        |
| متنزه درنتيسه- فريزه فولد القومي         | درنته، فريزلاند               | 6.100 ha  | 2000        |
| متنزه دفينجلدر القومي                    | درنته                         | 3.700 ha  | 1991        |
| متنزه درنتسه آا القومي                   | درنته                         | 10.600 ha | 2002        |
| متنزه دي فيرريبن- فايدن القومي           | أوفرآيسل                      | 10.500 ha | 1992 / 2009 |
| متنزه سالاندسه هوفلروخ القومي            | أوفرآيسل                      | 2.740 ha  | 2004        |
| متنزه فيلوازووم القومي                   | خيلدرلند                      | 5.000 ha  | 1930        |
| متنزه هوخه فيلواه القومي                 | خيلدرلند                      | 5.400 ha  | 1935        |
| متنزه أوترخسته هوفلروخ القومي            | أوترخت                        | 6.000 ha  | 2003        |
| متنزه مثبان تكسل القومي                  | شمال هولندا                   | 4.300 ha  | 2002        |
| متنزه زاود- كينيمرلاند القومي            | شمال هولندا                   | 3.800 ha  | 1995        |
| متنزه أوسترسخيلده القومي                 | زيلند                         | 37.000 ha | 2002        |
| متنزه بيسبوس القومي ‏                     | شمال برابنت، جنوب هولندا      | 7.100 ha  | 1994        |
| متنزه دي زووم- كالمتهاوتسه هايده القومي ‏ | شمال برابنت، أنتفيرب (بلجيكا) | 3.750 ha  | 2001        |
| متنزه كثبان لونسه آن دروننسه القومي ‏     | شمال برابنت                   | 3.400 ha  | 2002        |
| متنزه دي خروته بيل الوطني                | ليمبورخ/شمال برابنت           | 1.340 ha  | 1993        |
| متنزه ماسداونن القومي                    | ليمبورخ                       | 4.200 ha  | 1996        |
| متنزه ماينفيخ القومي                     | ليمبورخ                       | 1.700 ha  | 1995        |

## صور وخرائط للمتنزهات القومية بهولندا

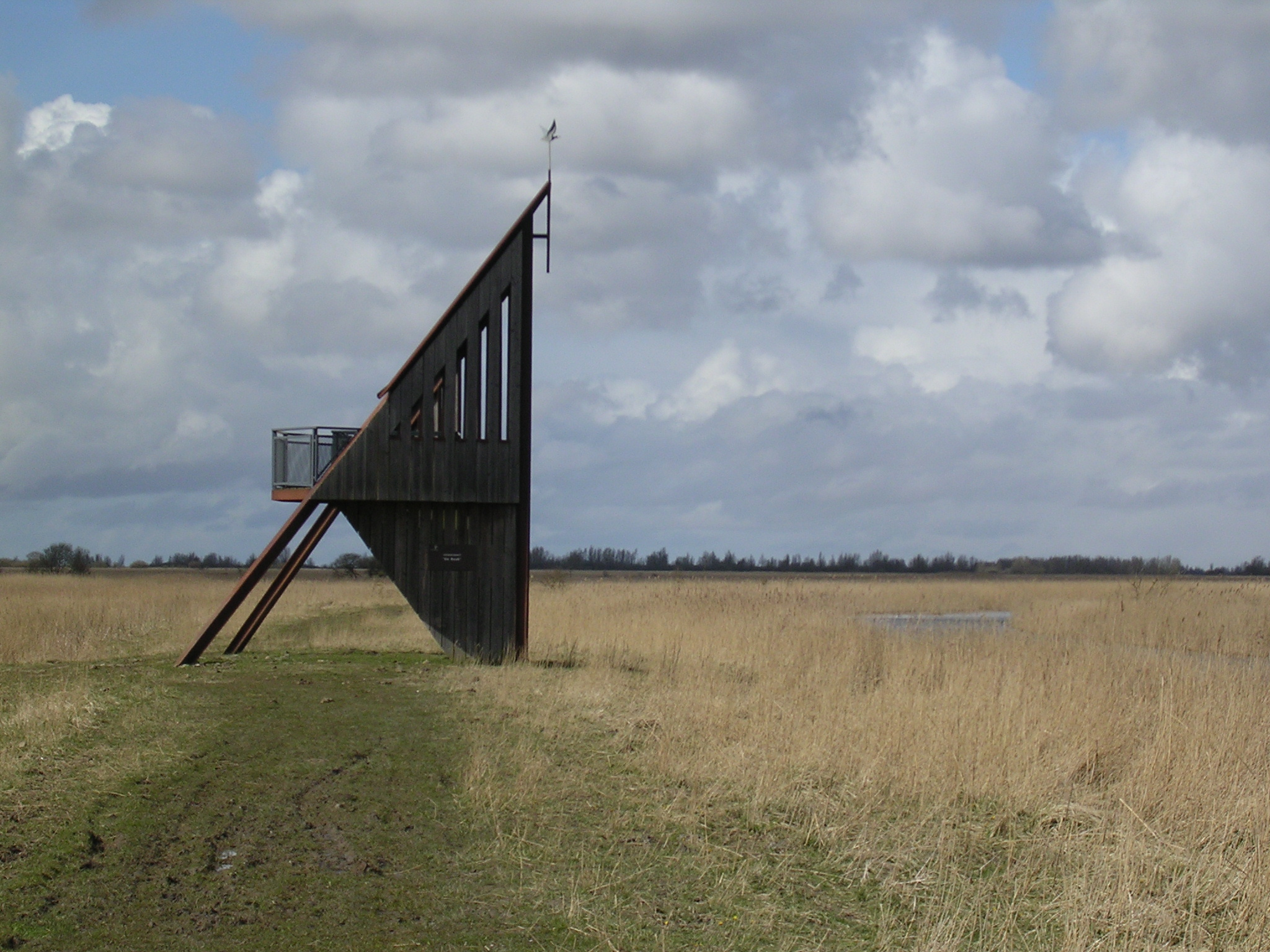
متنزه لاوريسمير القومي
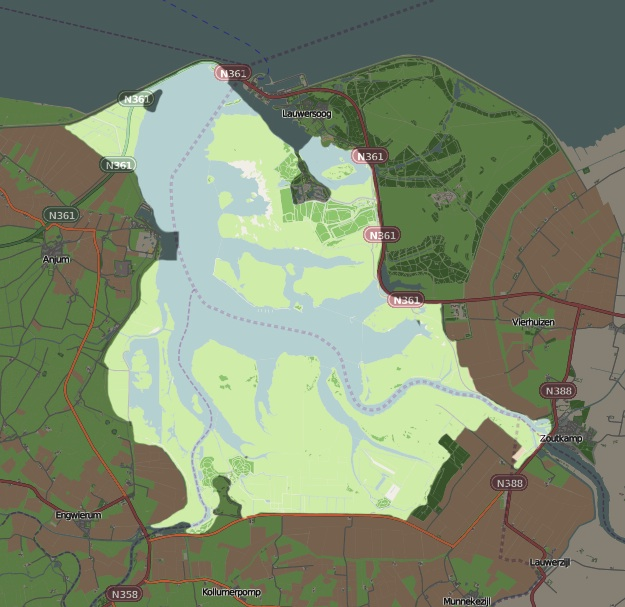
متنزه لاوريسمير القومي
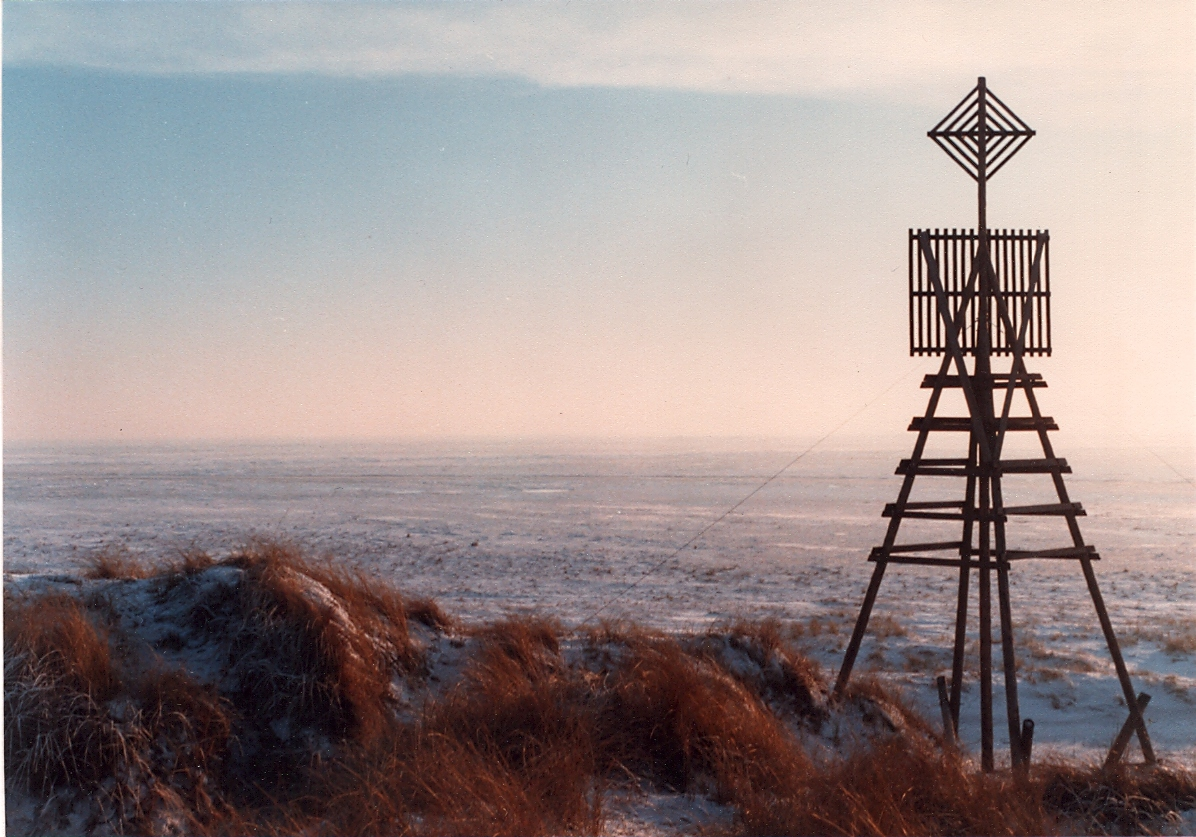
متنزه سخيرمونيكوخ الوطني
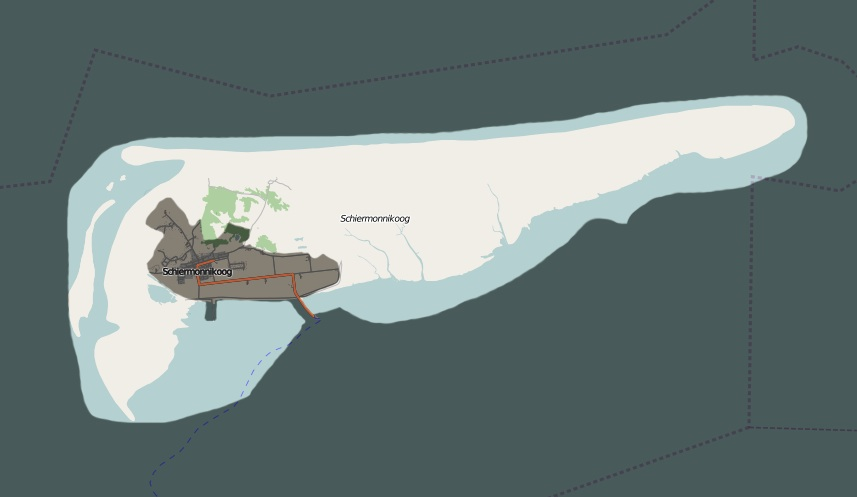
خريطة متنزه سخيرمونيكوخ الوطني
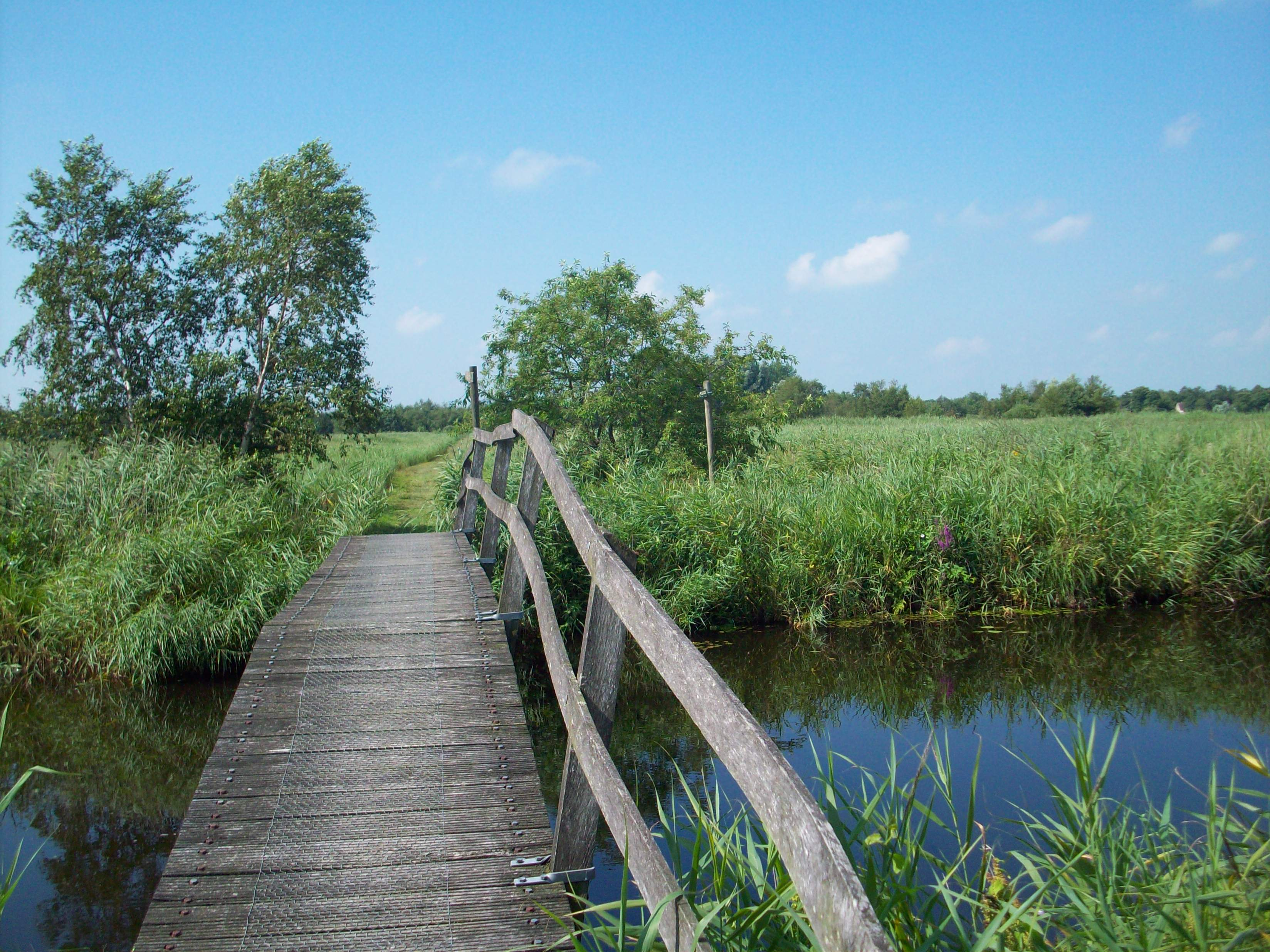
متنزه آلدن فينن الوطني
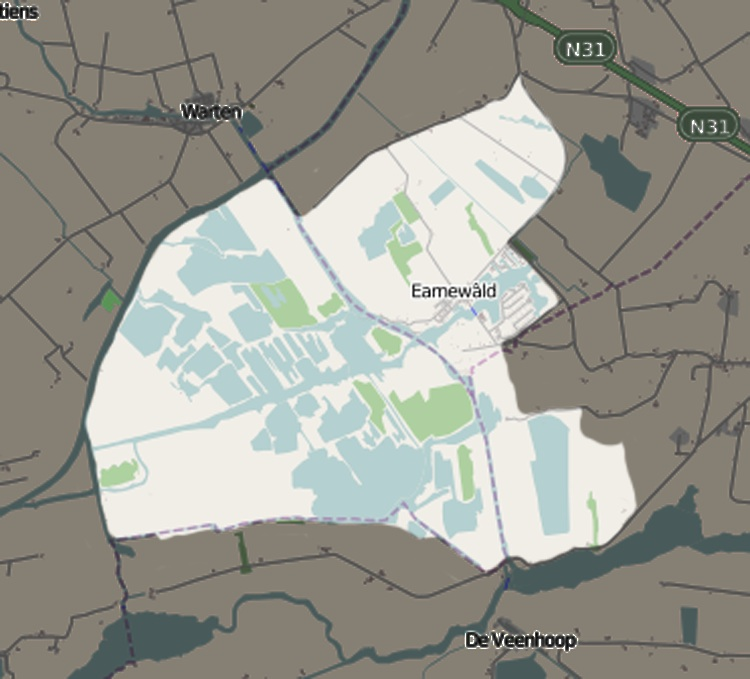
خريطة متنزه آلدن فينن الوطني
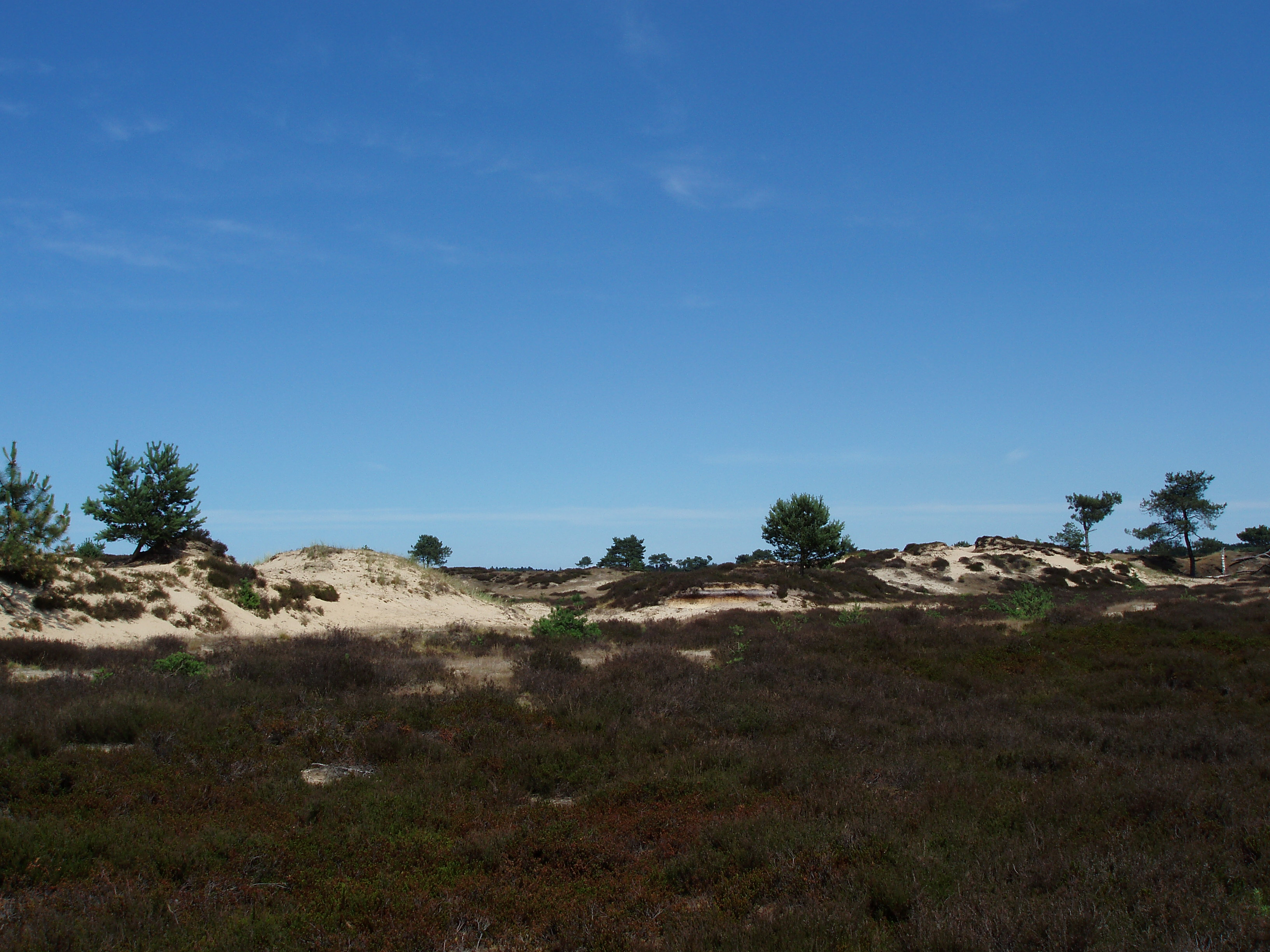
متنزه درنته- فريزه- فولد القومي
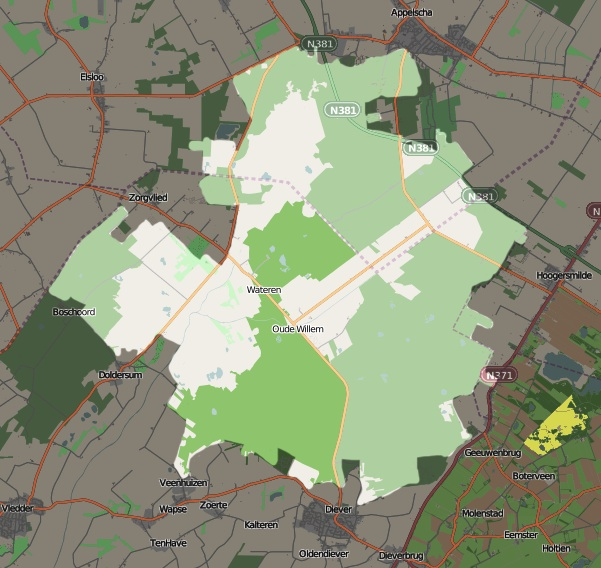
متنزه درنته- فريزه- فولد القومي
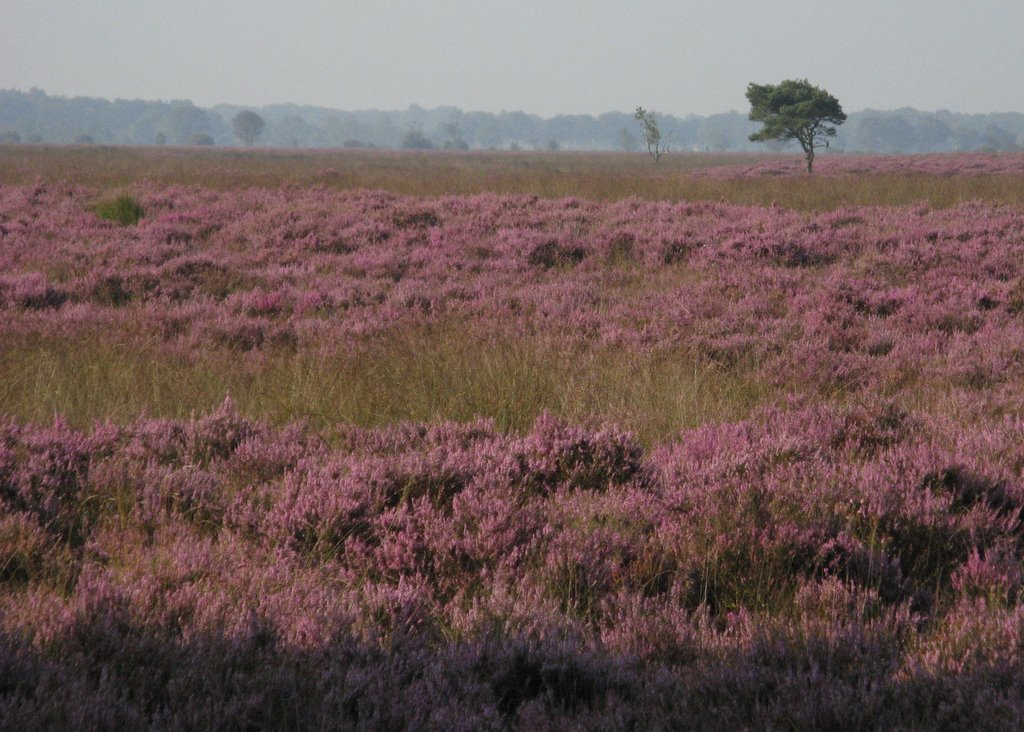
متنزه دفينجلدر القومي
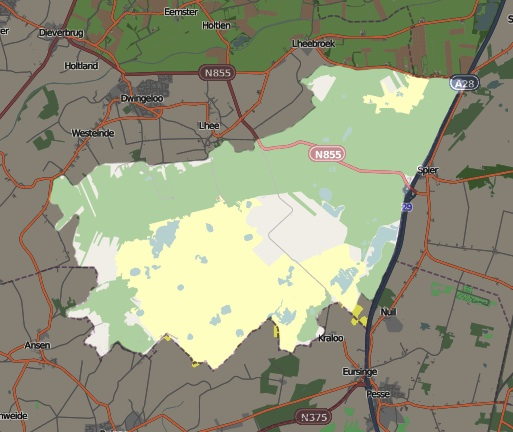
خريطة متنزه دفينجلدر القومي
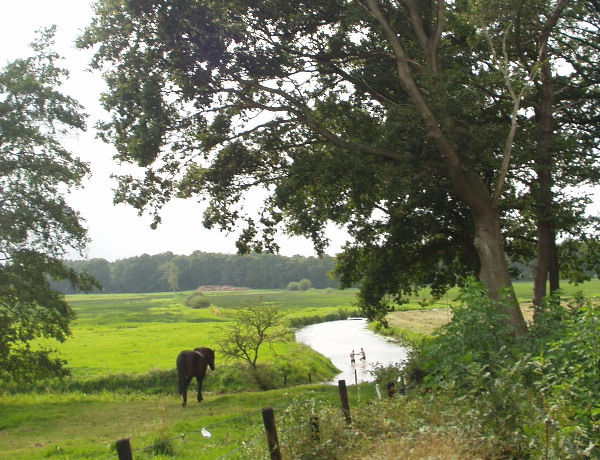
متنزه درنتسه آا القومي
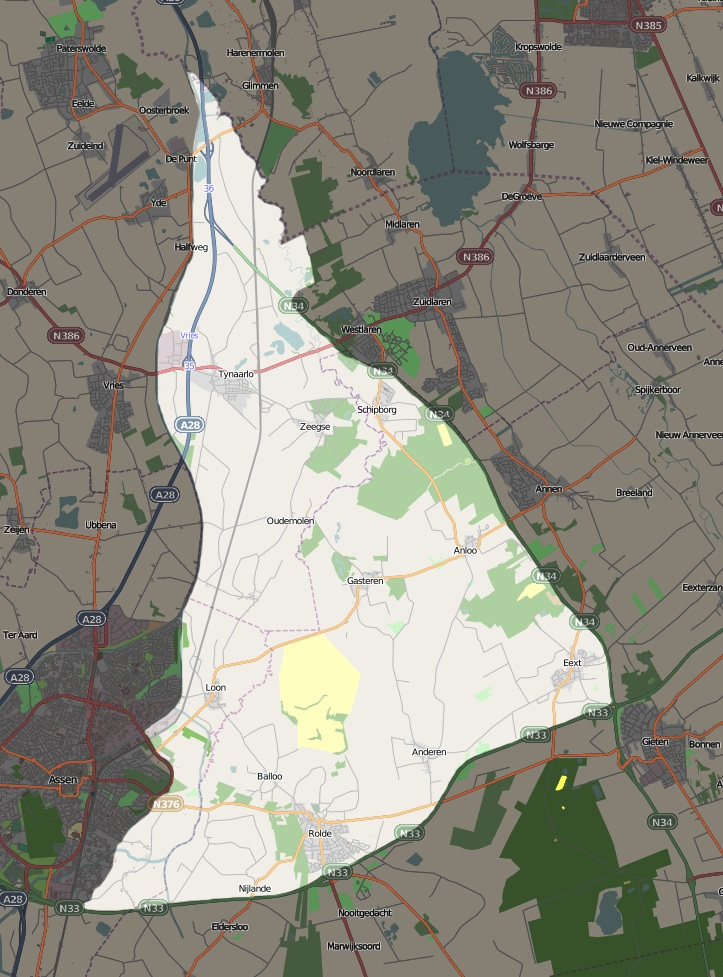
خريطة متنزه درنتسه آا القومي
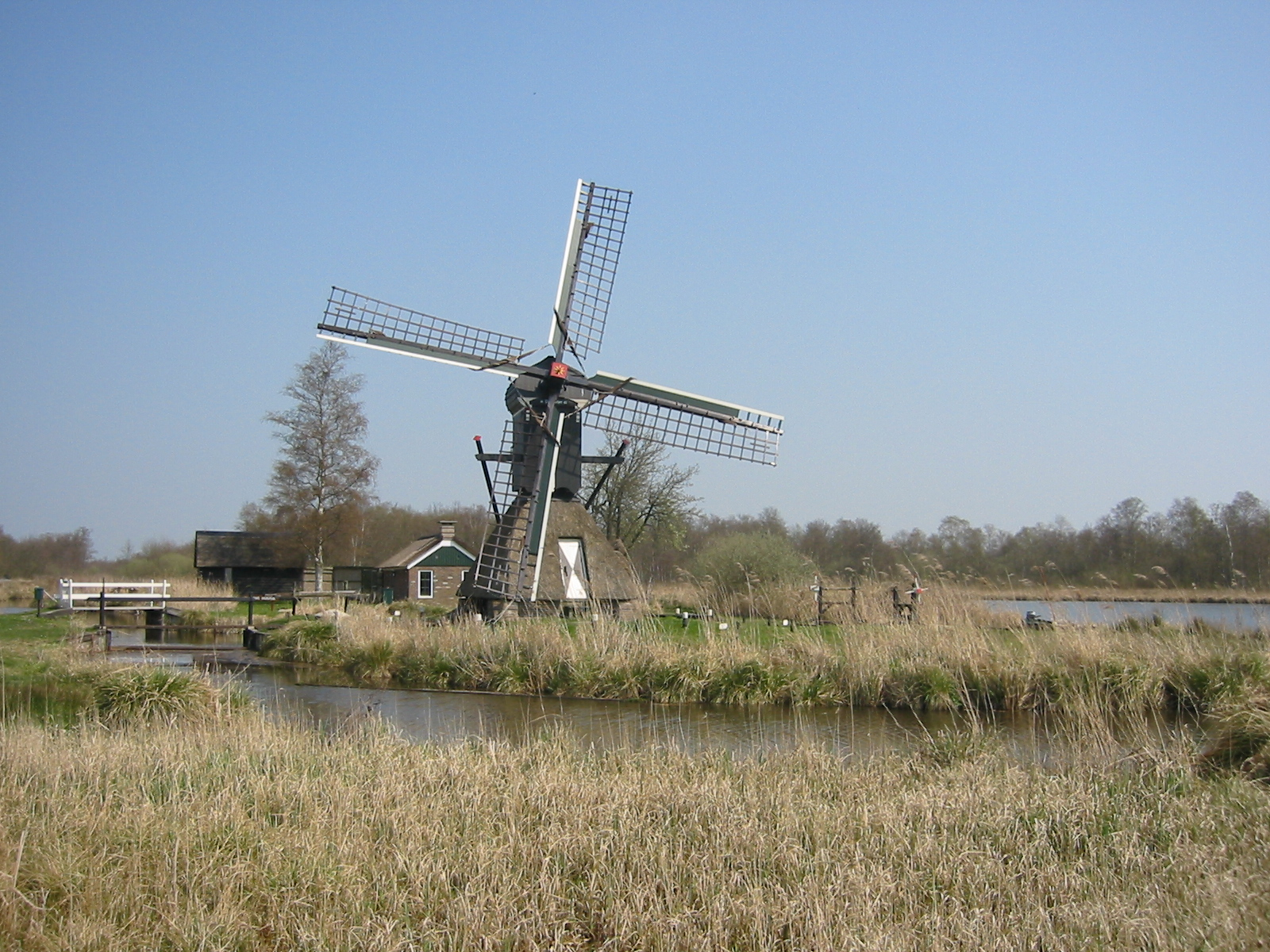
متنزه دي فيرريبن- فايدن القومي
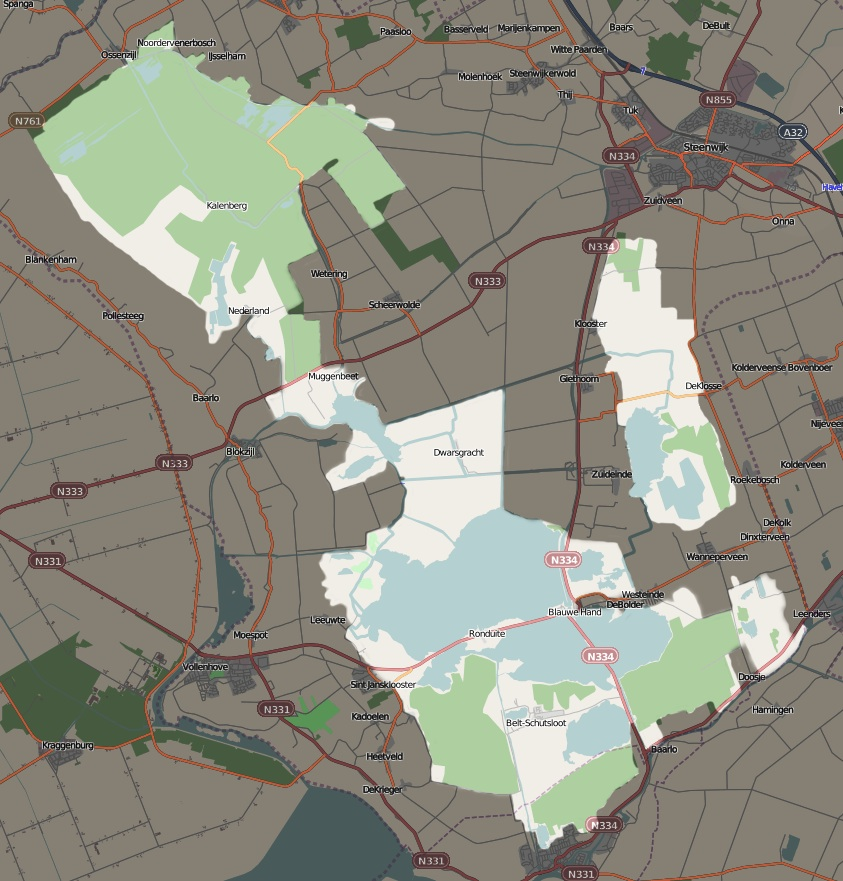
خريطة متنزه دي فيرريبن- فايدن القومي
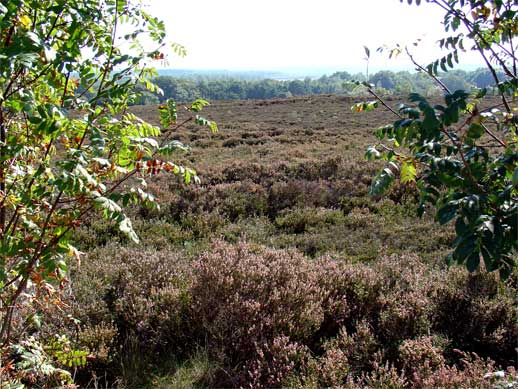
متنزه سالاندسه هوفلروخ القومي
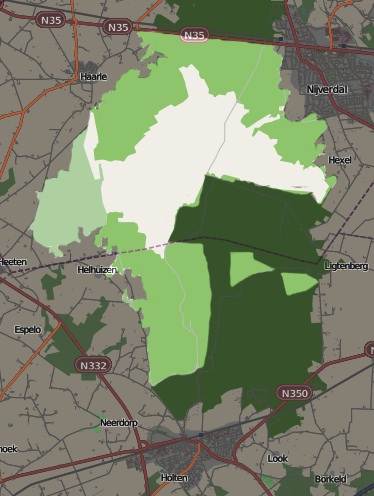
خريطة متنزه سالاندسه هوفلروخ القومي
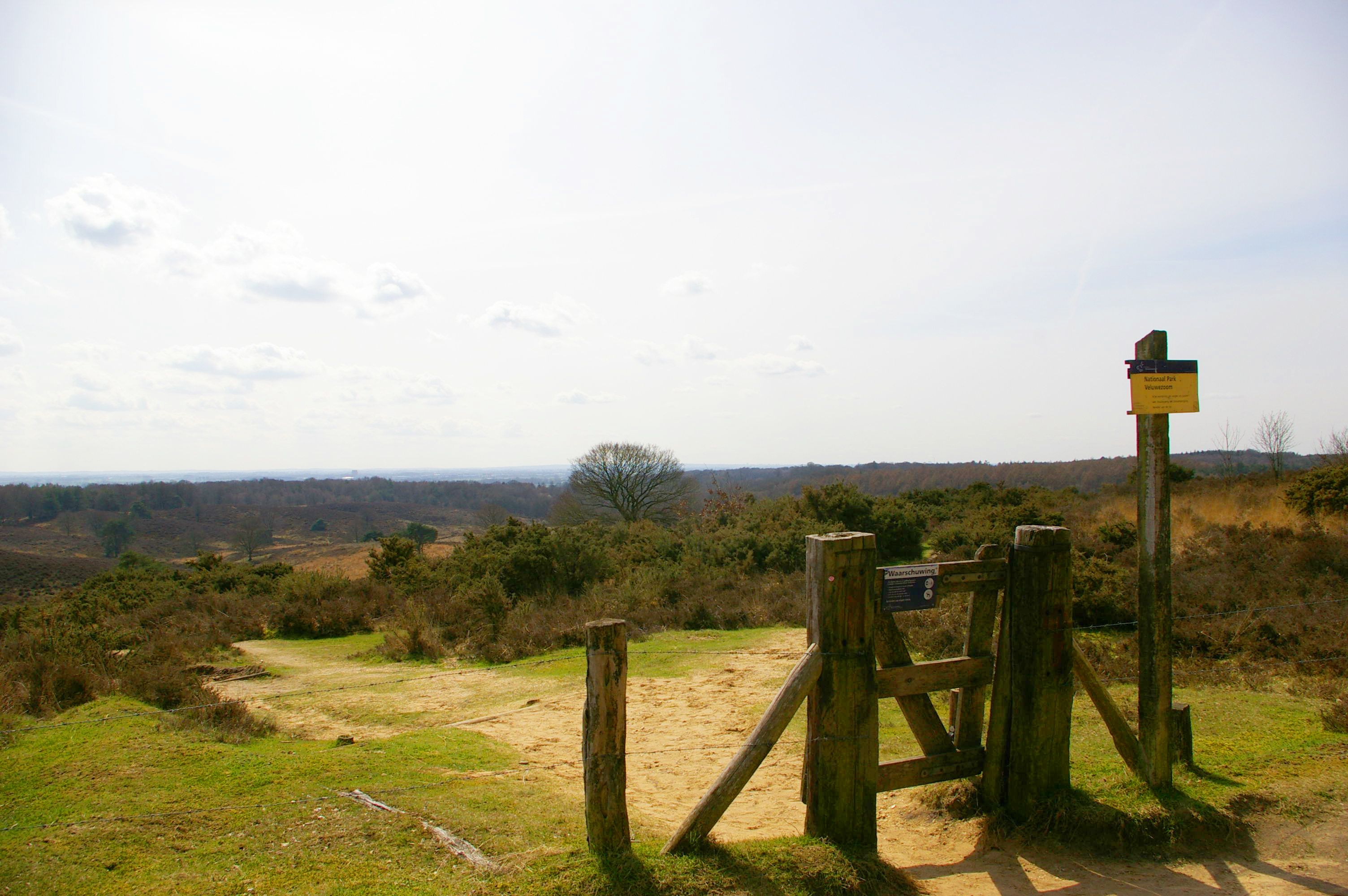
متنزه فيلوفازووم القومي
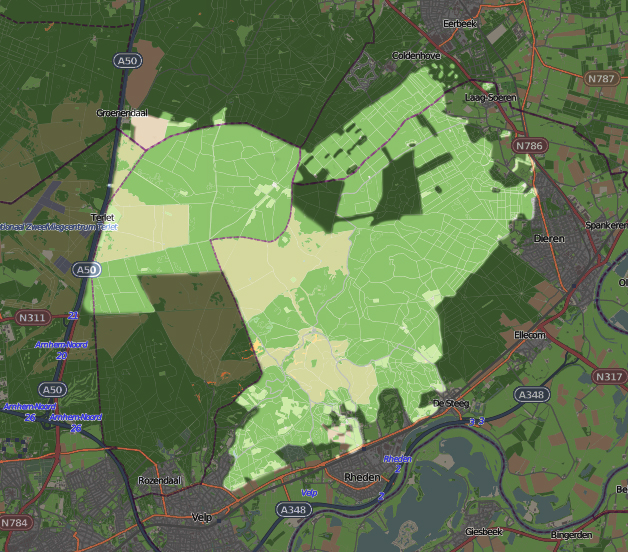
خريطة متنزه فيلوازووم القومي
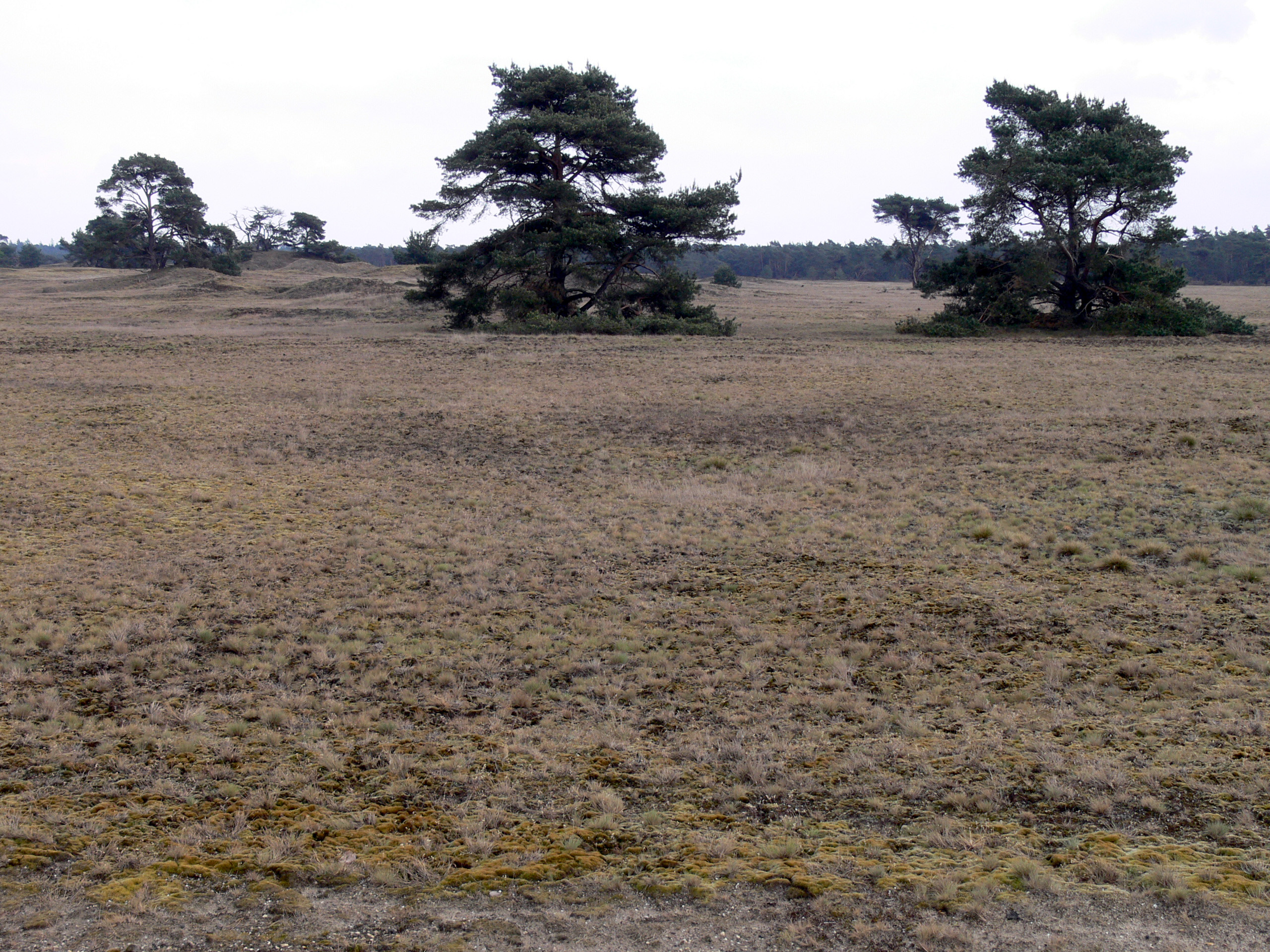
متنزه هوخه فيلواه القومي
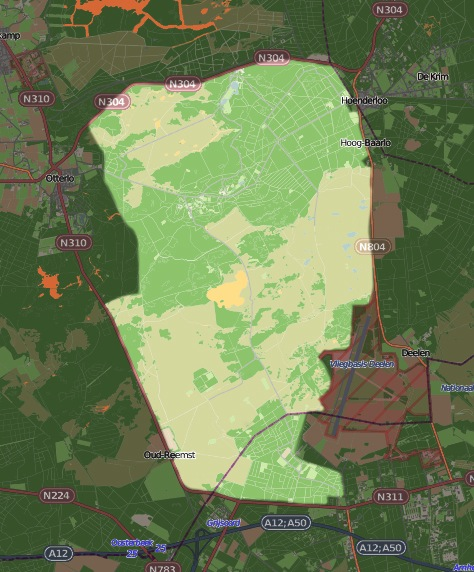
خريطة متنزه هوخه فيلواه القومي
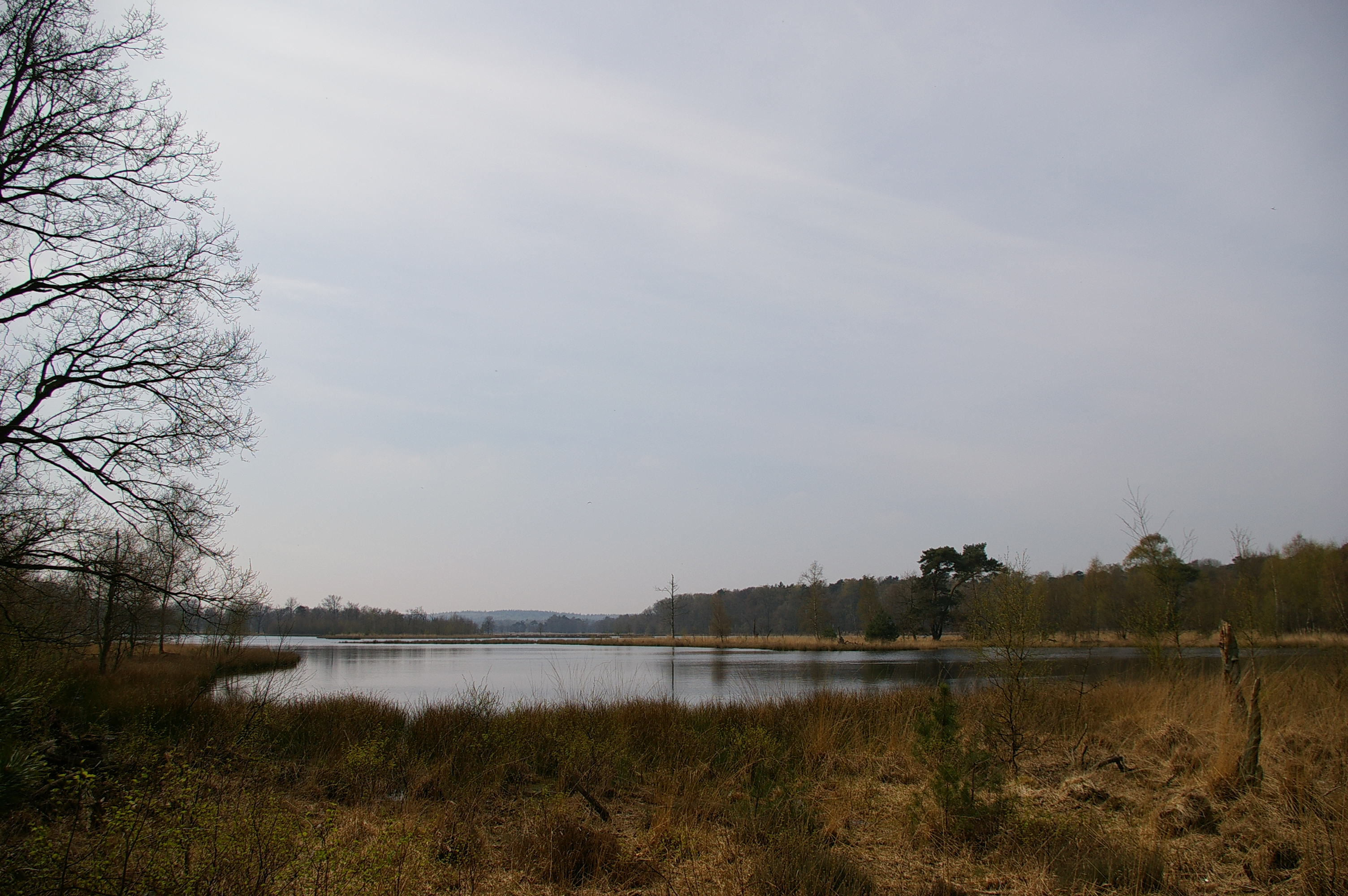
متنزه أوترخسته هوفلروخ القومي
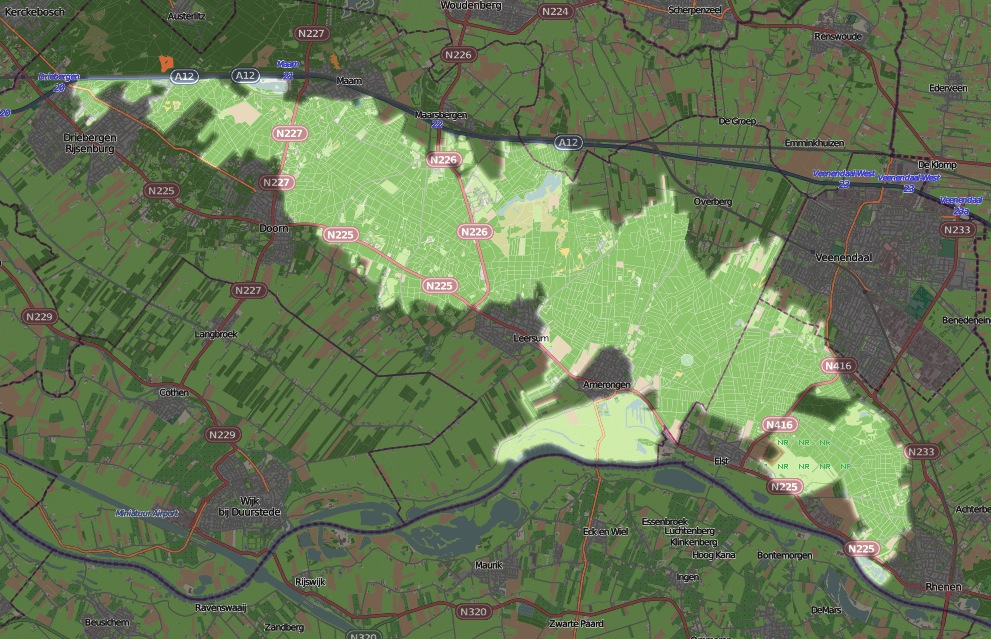
خريطة متنزه أوترخسته هوفلروخ القومي
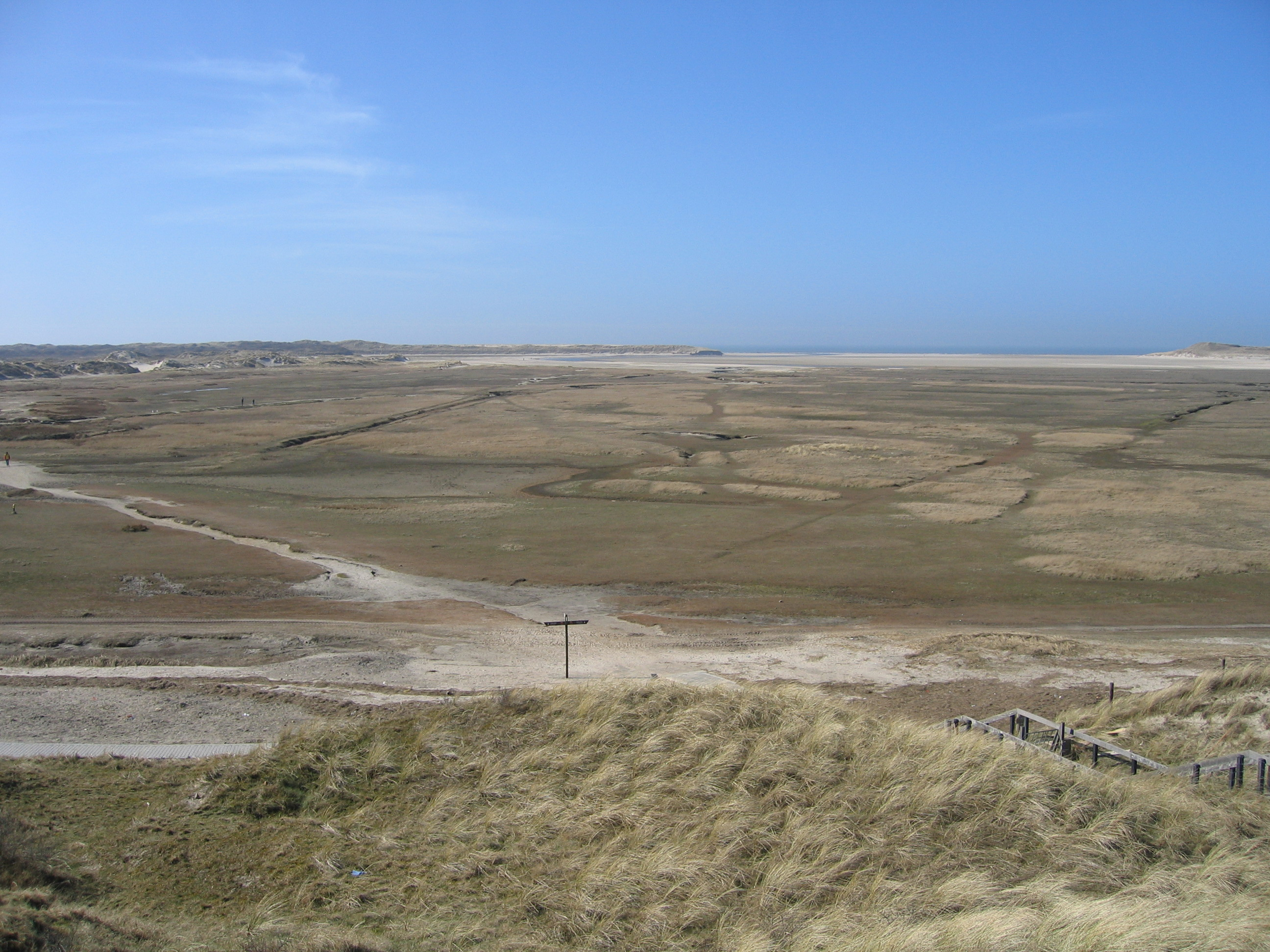
متنزه مثبان تكسل القومي
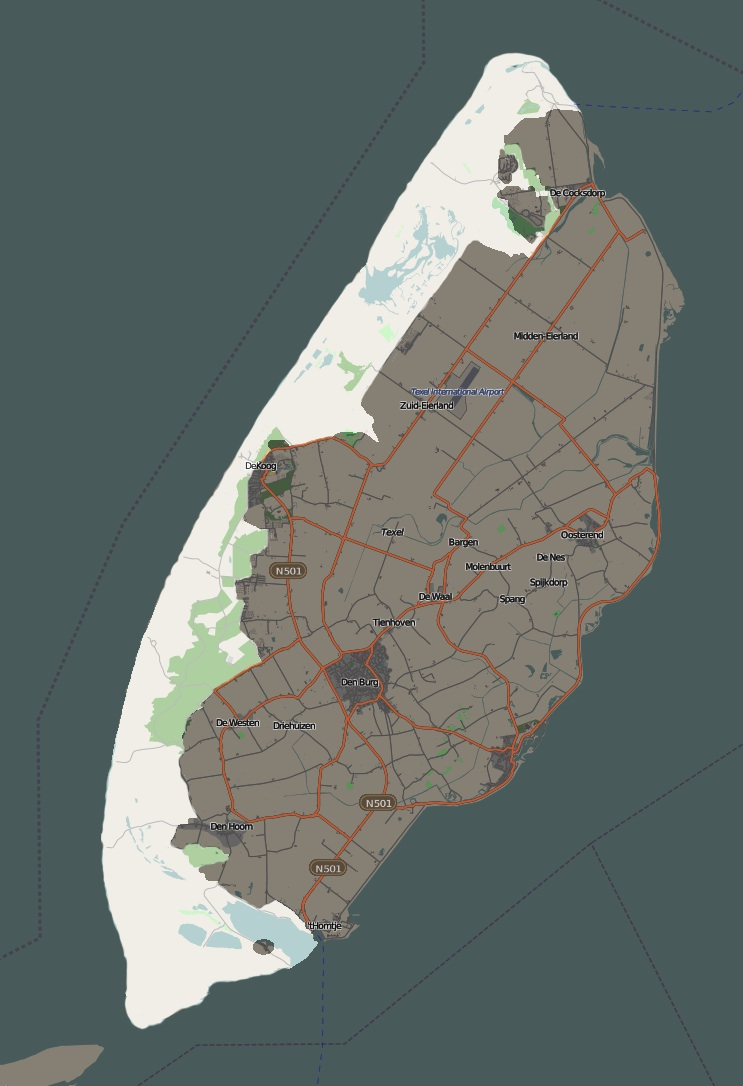
خريطة متنزه مثبان تكسل القومي
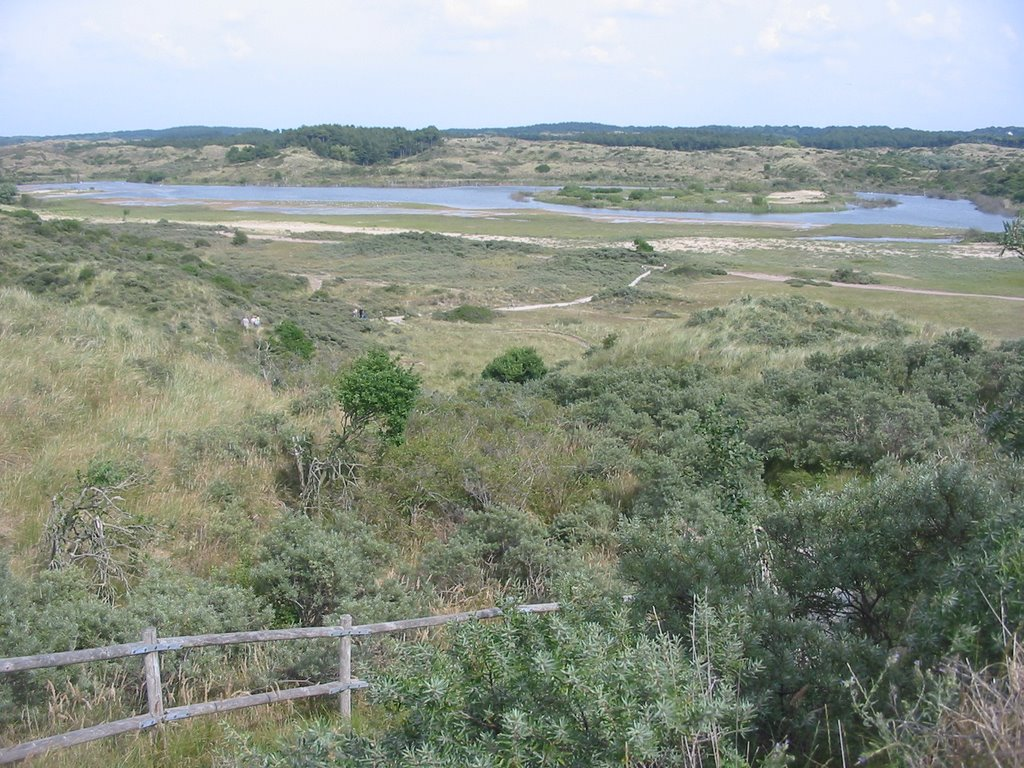
متنزه زاود- كينيمرلاند القومي
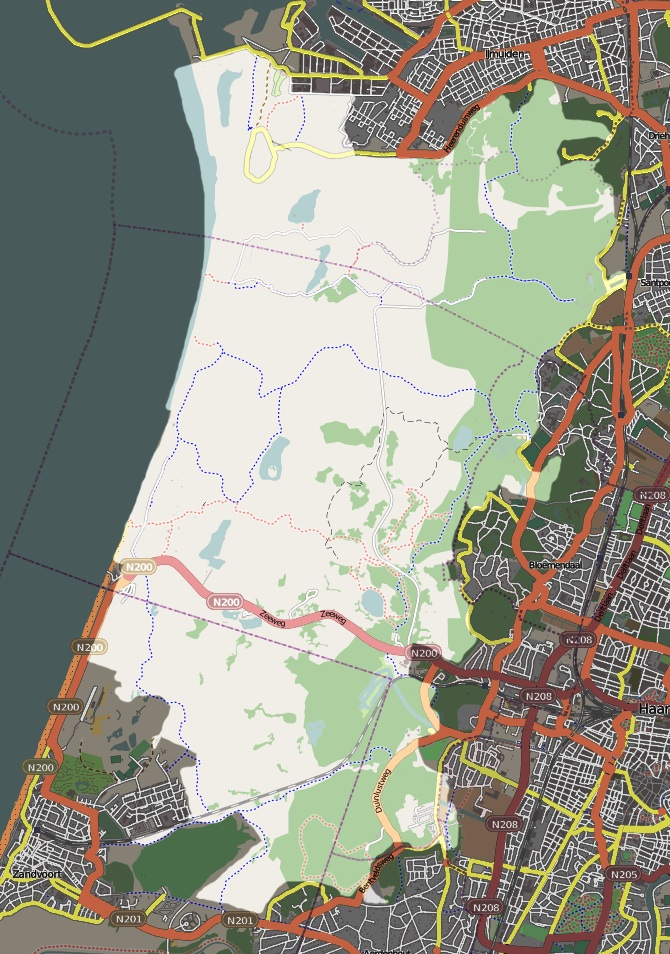
خريطة متنزه زاود- كينيمرلاند القومي
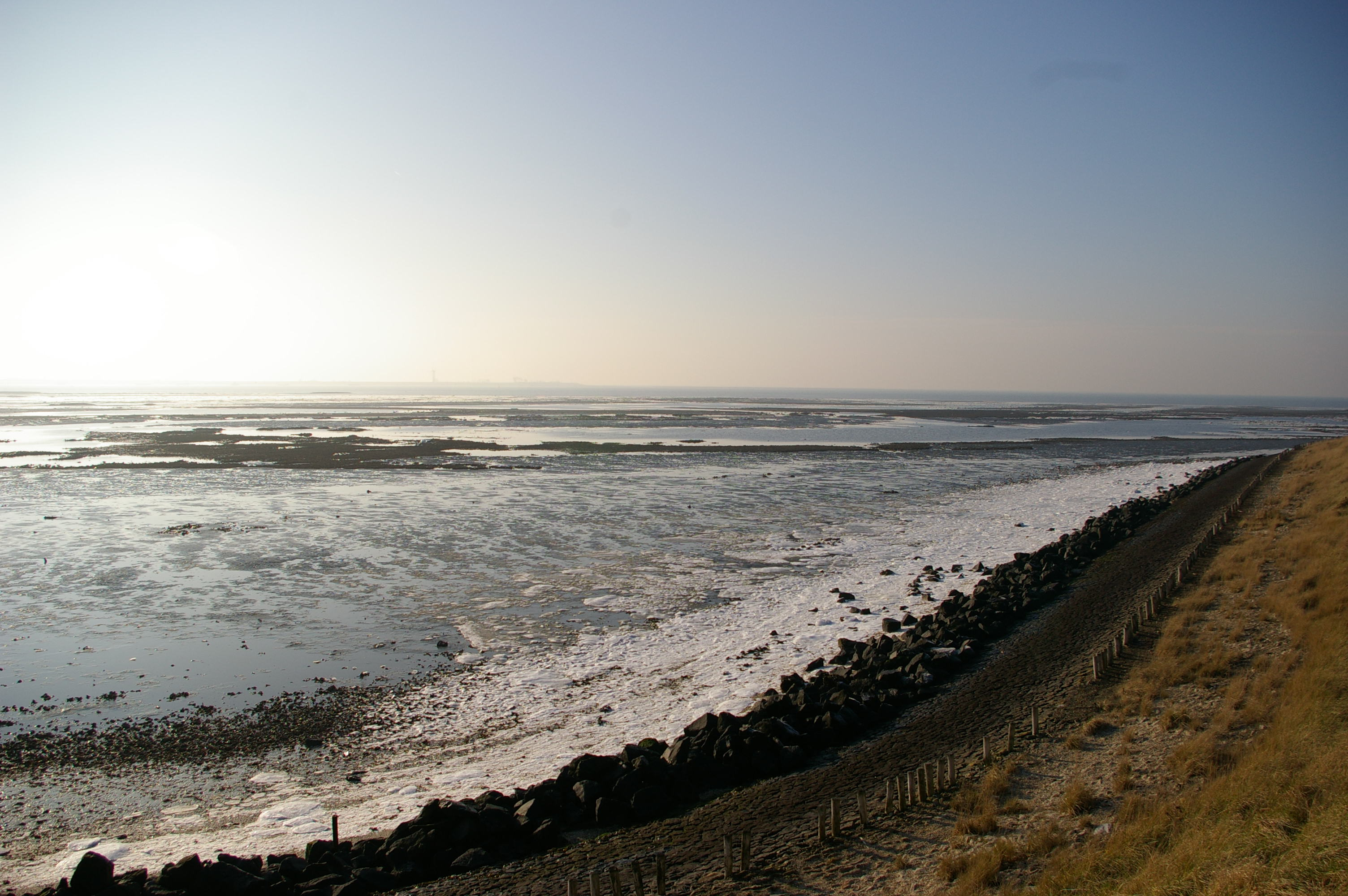
متنزه أوسترسخيلده القومي
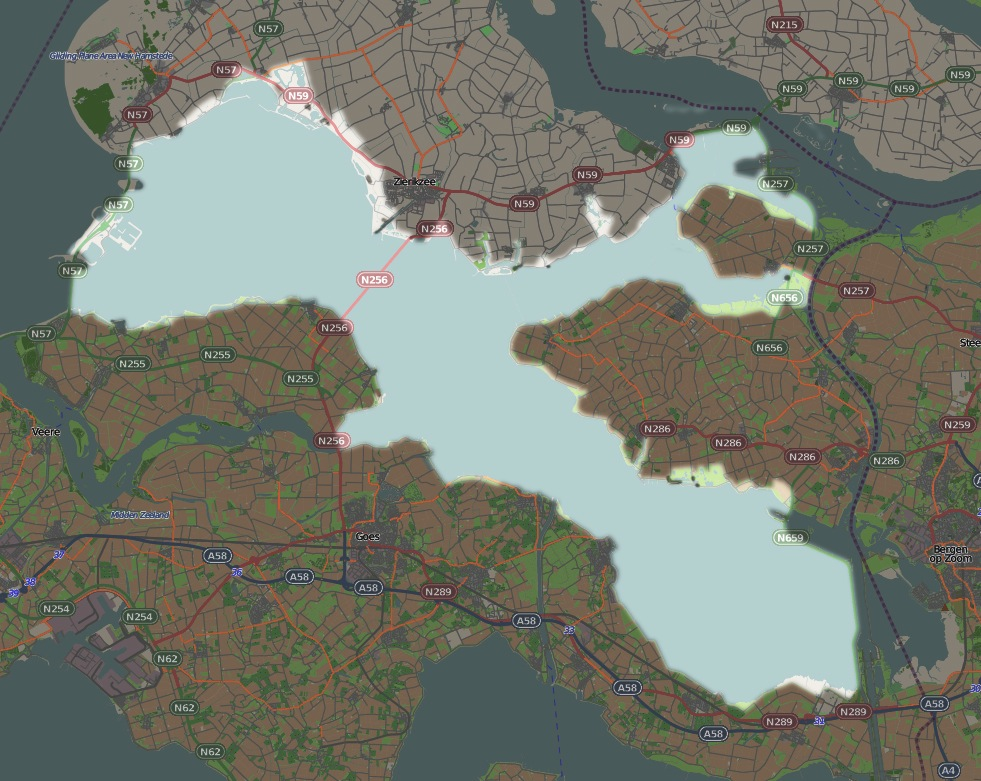
خريطة متنزه أوسترسخيلده القومي
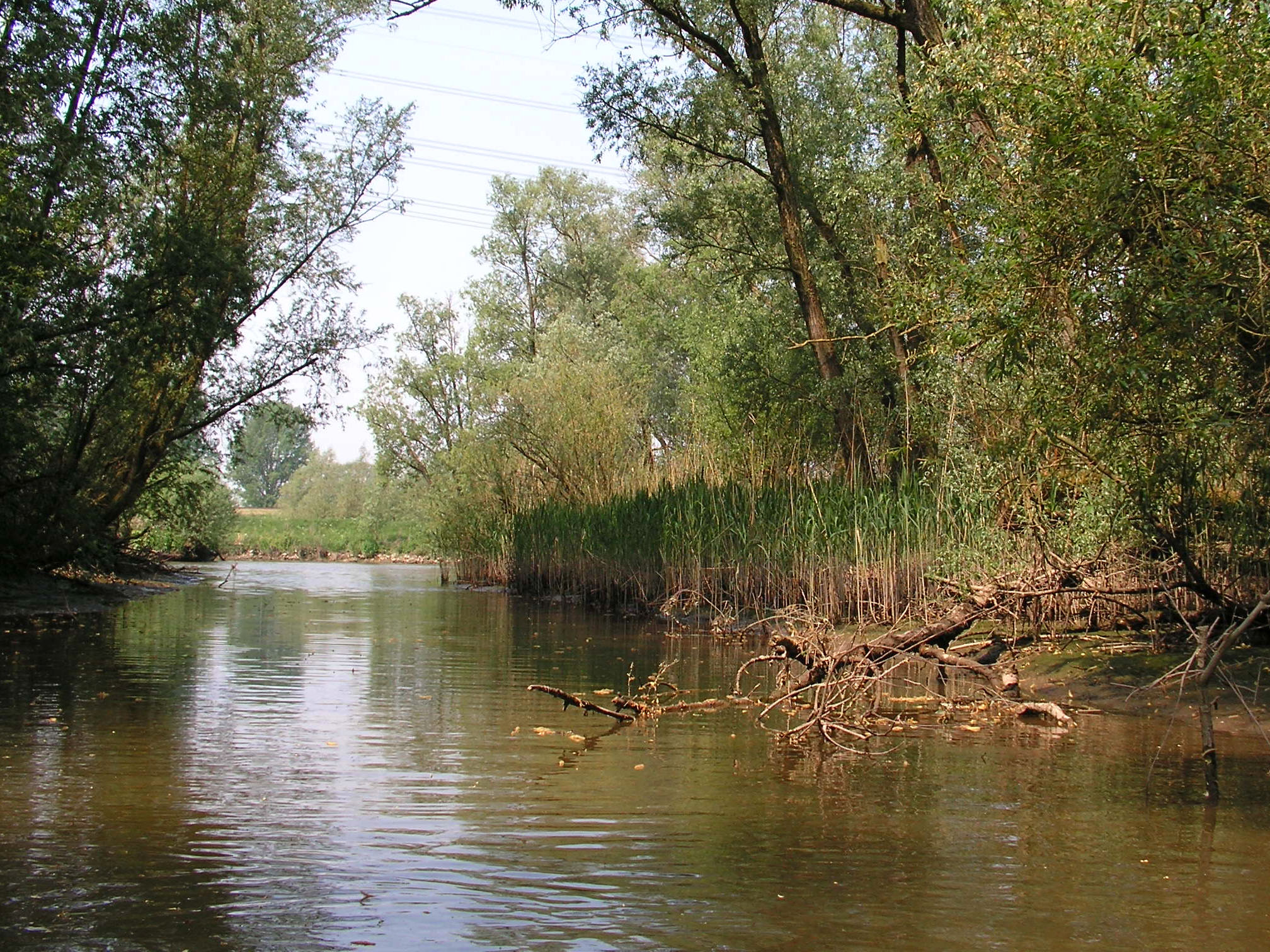
متنزه بيسبوس القومي
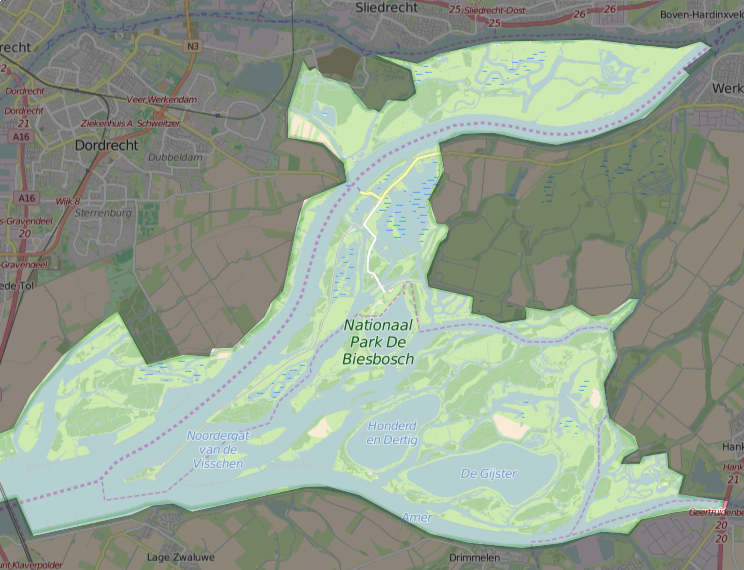
خريطة متنزه بيسبوس القومي
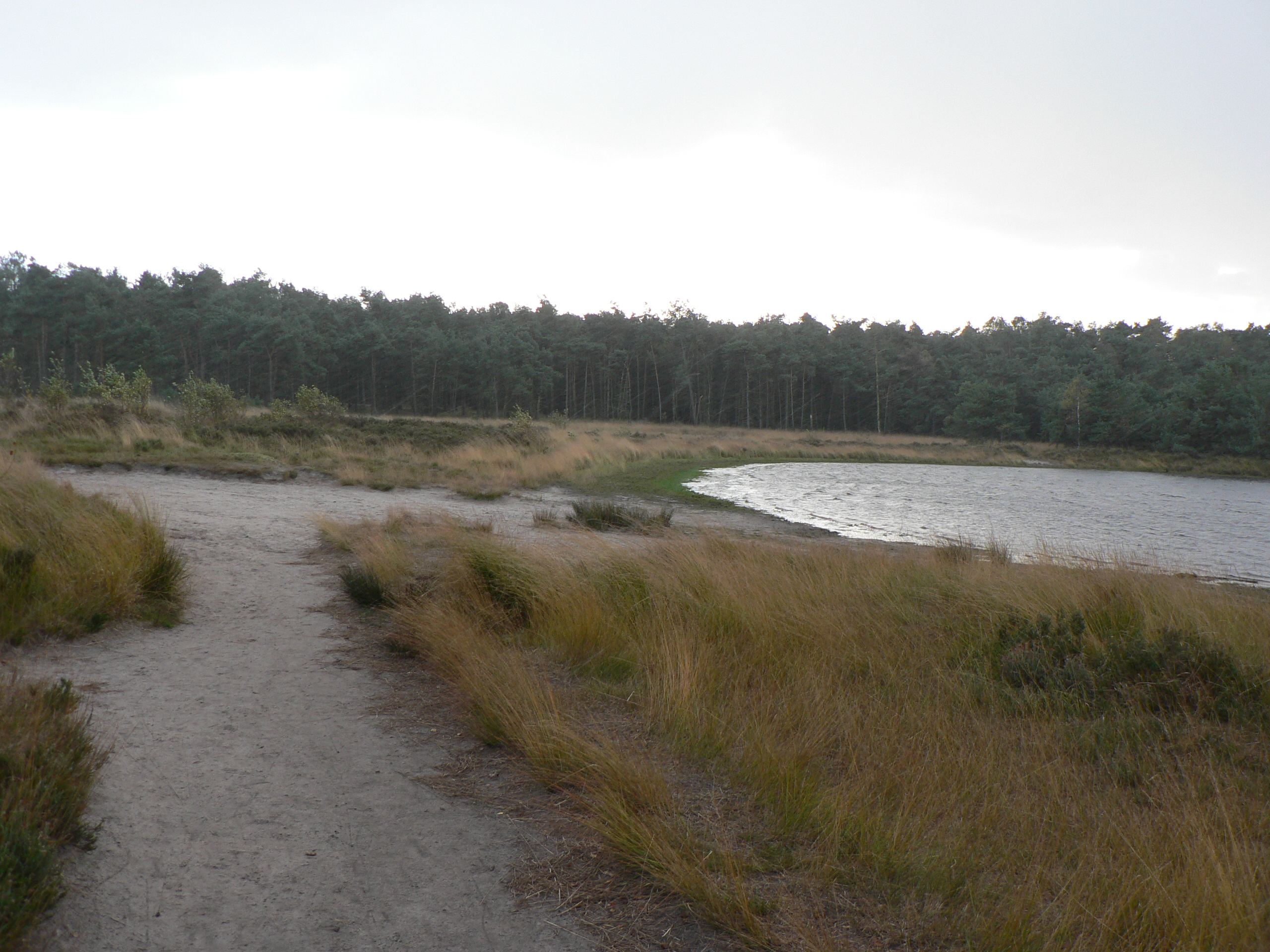
متنزه دي زووم- كالمتهاوتسه هايده القومي
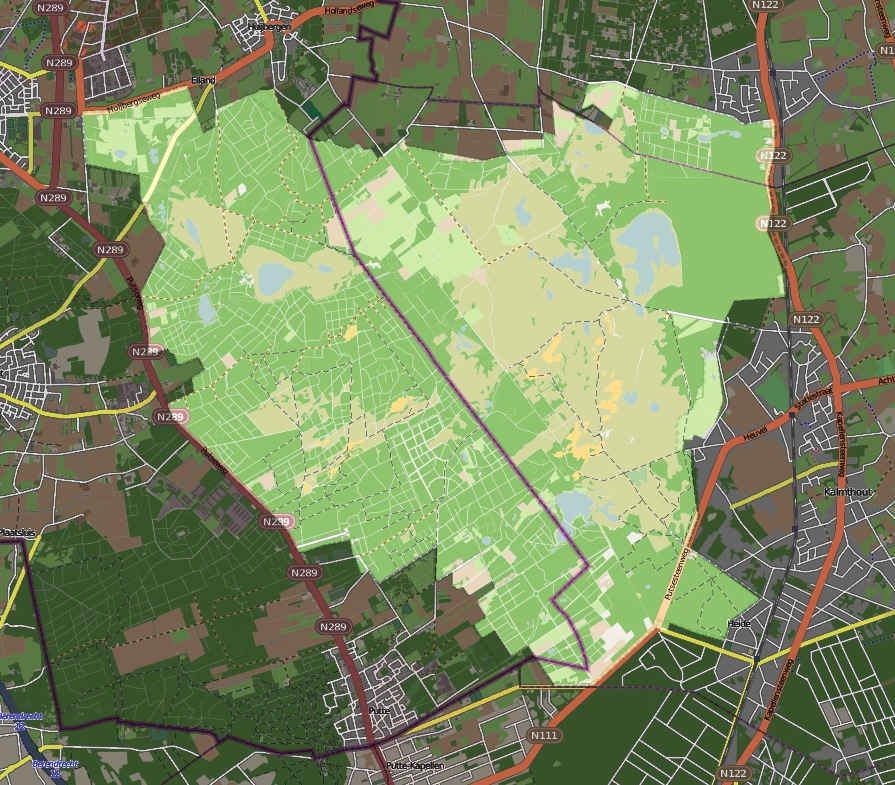
خريطة متنزه دي زووم- كالمتهاوتسه هايده القومي
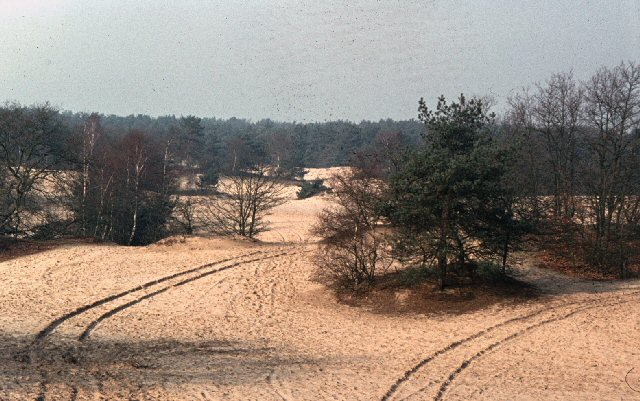
متنزه كثبان لونسه آن دروننسه القومي
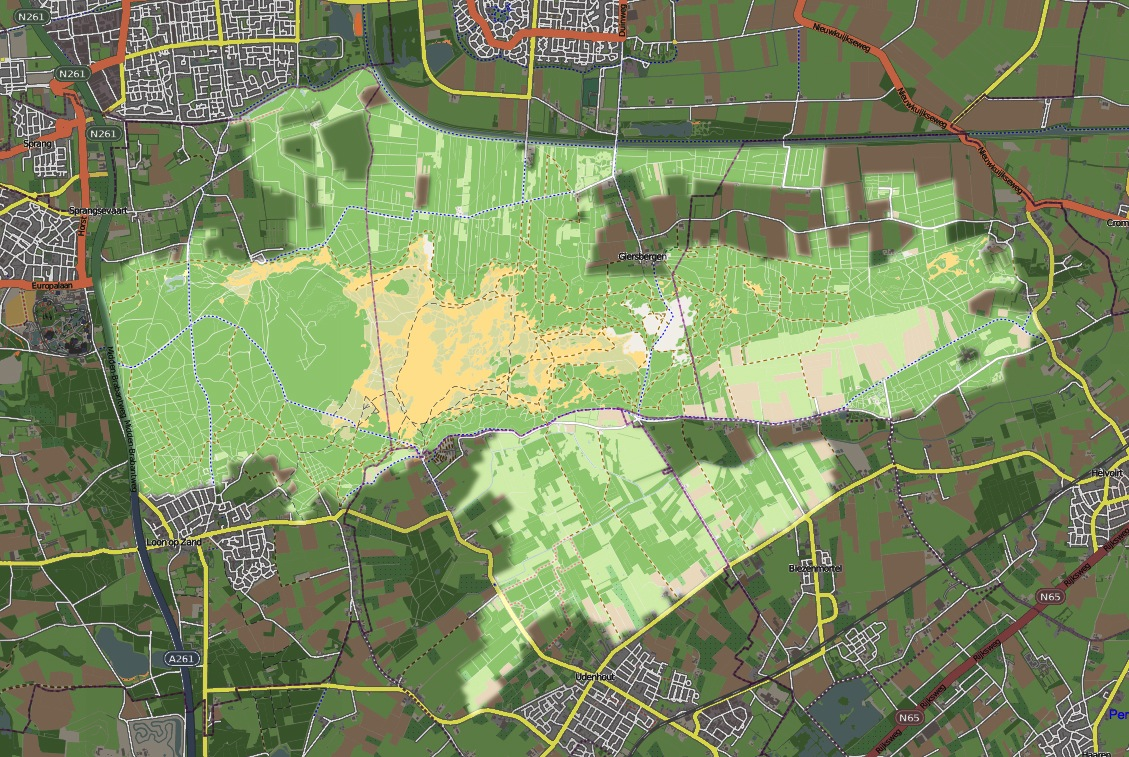
خريطة متنزه كثبان لونسه آن دروننسه القومي
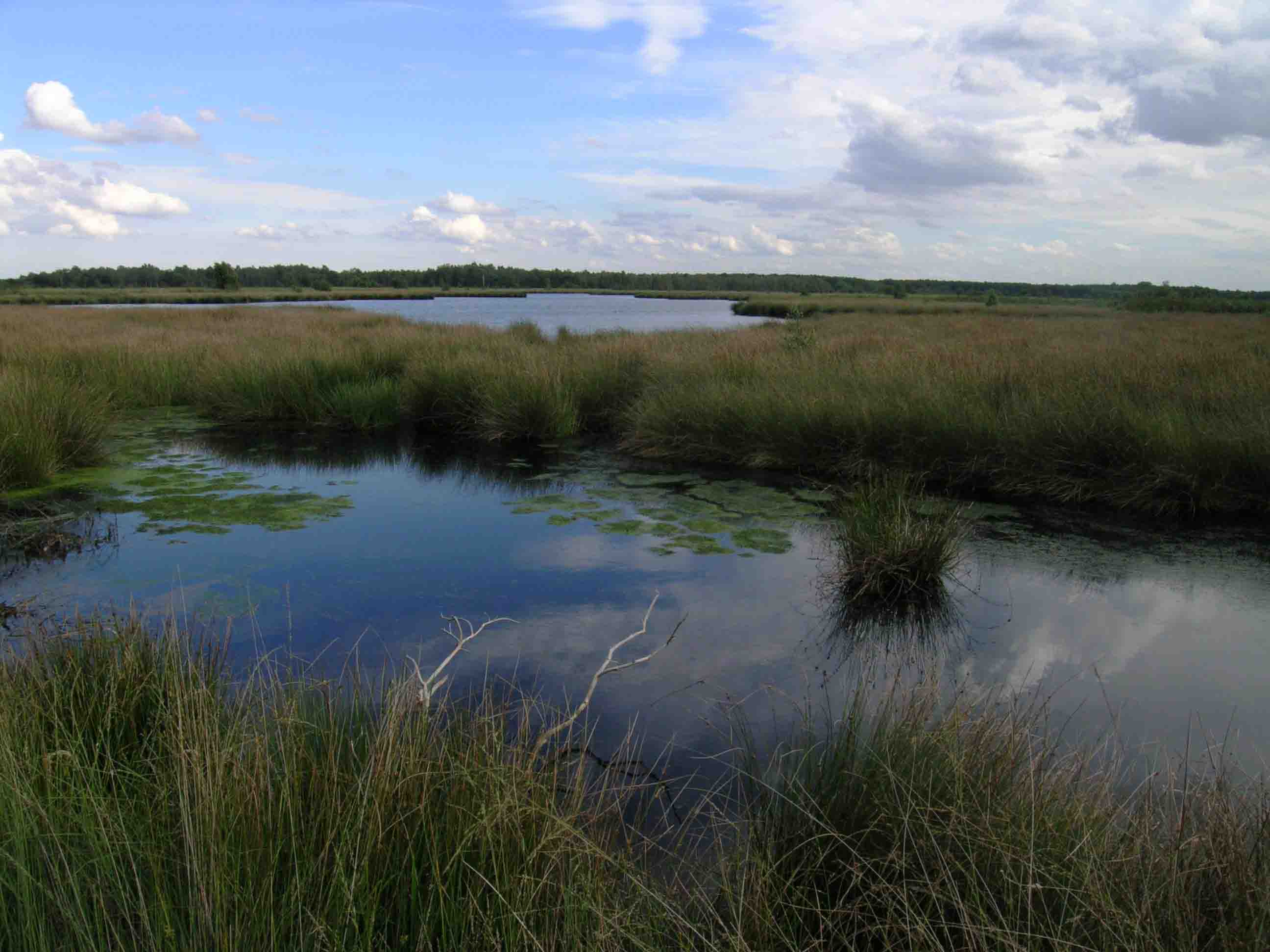
متنزه دي خروته بيل الوطني
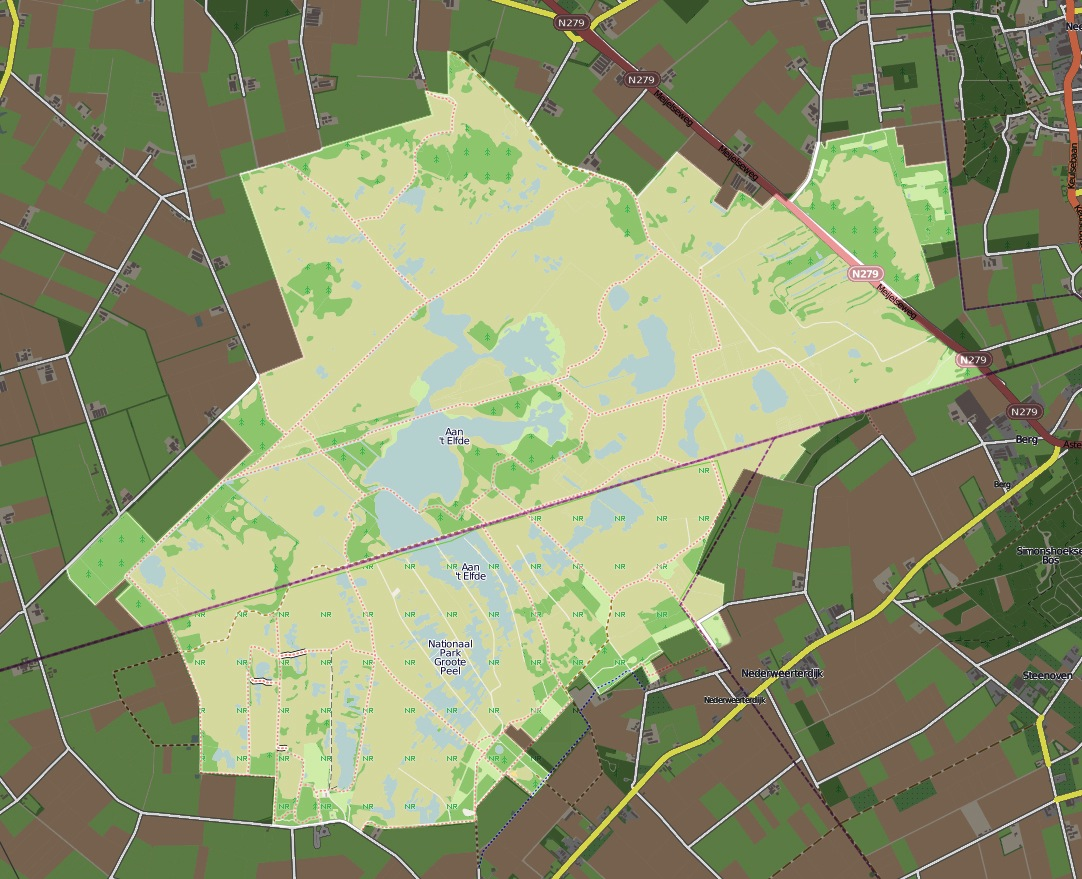
خريطة متنزه دي خروته بيل الوطني
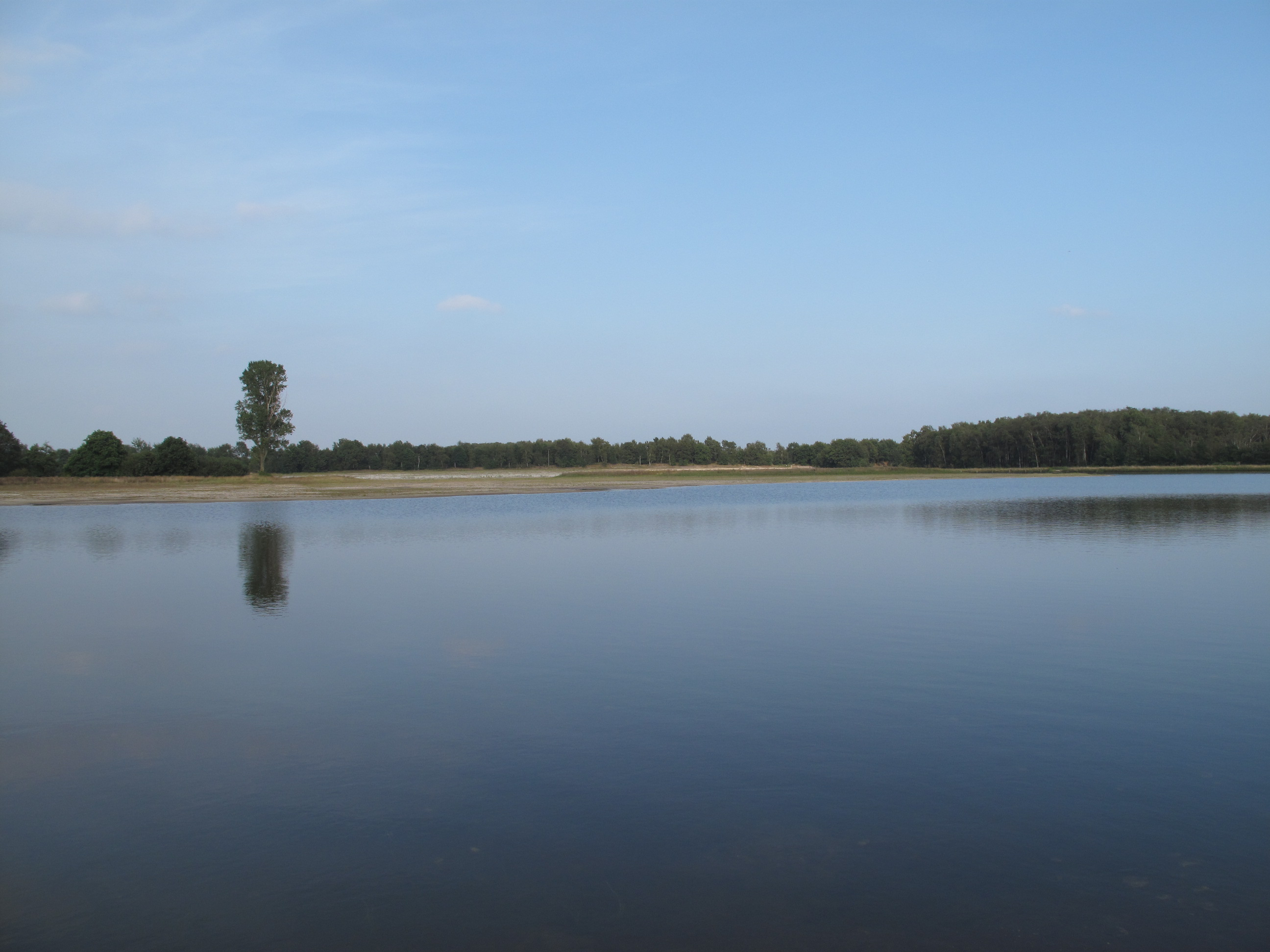
متنزه ماسداونن القومي
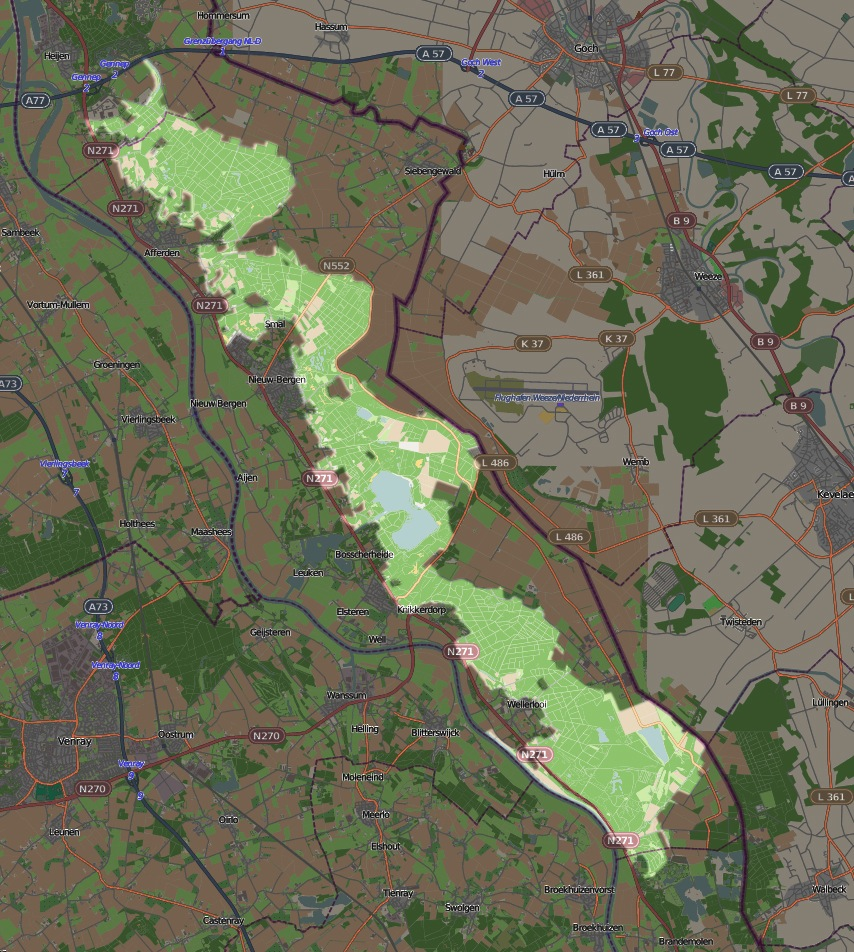
خريطة متنزه ماسداونن القومي
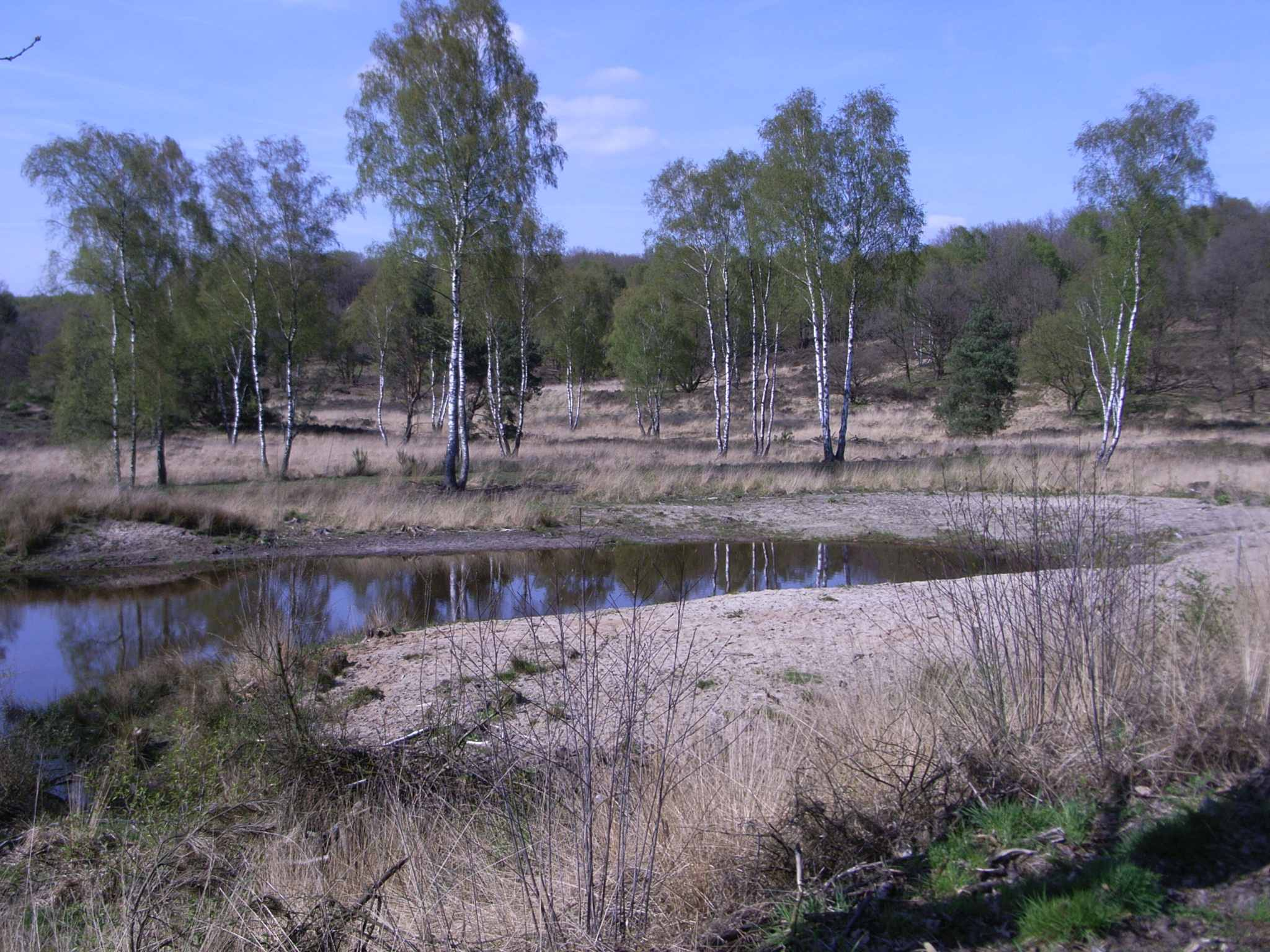
متنزه ماينفيخ القومي
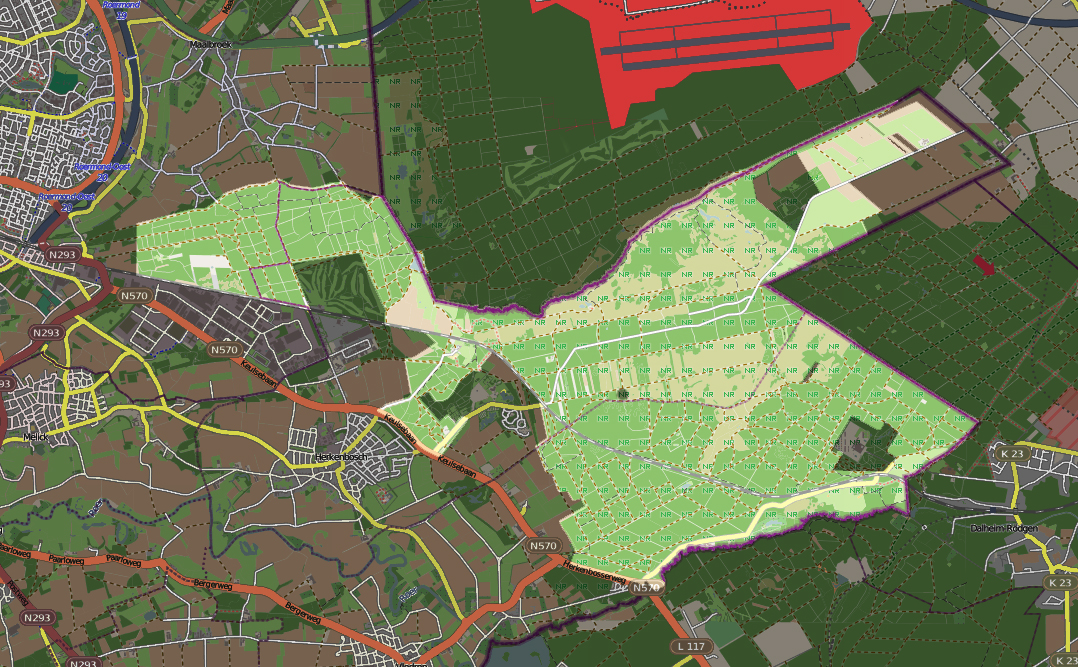
خريطة متنزه ماينفيخ القومي